# Ingo Behnel
Ingo Behnel (* 1962 in Wolfhagen) ist ein deutscher Verwaltungsjurist und Ministerialbeamter. Er ist seit 2025 Staatssekretär im Bundesministerium für Bildung, Familie, Senioren, Frauen und Jugend.

## Leben

### Ausbildung und Persönliches
Ingo Behnel legte 1982 das Abitur am Hardtberg-Gymnasium Bonn ab. Dann war er zunächst von 1982 bis 1984 Soldat auf Zeit in der Bundeswehr und absolvierte von 1984 bis 1986 eine Berufsausbildung als Bankkaufmann bei der Deutschen Bank. Von 1986 bis 1991 studierte er Rechtswissenschaft an der Universität Bonn sowie der University of Surrey und legte das erste juristische Staatsexamen 1991 ab. Das Rechtsreferendariat absolvierte er von 1992 bis 1995 beim Oberlandesgericht Köln und legte das zweite juristische Staatsexamen 1995 ab. 
Er war von 1992 bis 1995 wissenschaftlicher Mitarbeiter am Lehrstuhl für Öffentliches Recht an der Universität Bonn mit den Arbeitsschwerpunkten Sozialrecht, Grundrechte, Staats- und Verwaltungsrecht. Im Jahr 1995 war er Trainee bei der Deutschen Bank.
Behnel ist evangelisch, verheiratet und hat zwei Kinder.

### Laufbahn
Behnel trat 1996 als Referent in die Verwaltung des Deutschen Bundestages ein. Dort war er von 1998 bis 2000 persönlicher Referent der Wehrbeauftragten, Claire Marienfeld (CDU), von 2000 bis 2001 Verbindungsbeamter bei der Assemblée nationale in Paris und von 2001 bis 2002 stellvertretender Leiter des Referates für Internationale Beziehungen. Im Anschluss arbeitete er von 2002 bis 2005 als Referent für Gesellschaftspolitik (Familien-, Bildungs- und Forschungspolitik) bei der CDU/CSU-Bundestagsfraktion. 
Sodann übernahm er von 2005 bis 2010 die Leitung des Arbeitsstabes der Beauftragten der Bundesregierung für Migration, Flüchtlinge und Integration, Maria Böhmer (CDU), im Bundeskanzleramt. Von 2010 bis 2014 war er Leiter der Abteilung 2 im Bundesministerium für Familie, Senioren, Frauen und Jugend und von 2014 bis 2025 Leiter der Zentralabteilung, Europa und Internationales im Bundesministerium für Gesundheit. Dort war er während der COVID-19-Pandemie unter Bundesminister Jens Spahn (CDU) für die Beschaffung der Masken zuständig.
Im Zuge der Bildung des Kabinetts Merz wurde Behnel im Mai 2025 unter Bundesministerin Karin Prien (CDU) zum Staatssekretär im Bundesministerium für Bildung, Familie, Senioren, Frauen und Jugend ernannt.